# Schronisko na Masnym Prysłupie
Schronisko PTT na Masnym Prysłupie (zwane również schroniskiem pod Babą Ludową) – nieistniejące obecnie schronisko turystyczne prowadzone przez stanisławowski oddział Polskiego Towarzystwa Tatrzańskiego, następnie prowadzone przez oddział PTT w Kosowie. Położone na wysokości 1534 m n.p.m., na południowym stoku Masnego Prysłupa (1586 m n.p.m.) w paśmie Połonin Hryniawskich. Obiekt został urządzony w 1935 roku i posiadał 16 łóżek (1937). Został zniszczony podczas II wojny światowej.

## Szlaki turystyczne w 1936 r.
Do schroniska pod Masnym Prysłupem prowadził szlak z gajówki Dobryń (Czywczyn) i dalej na Masny Prysłup i Babę Ludową (1586 m n.p.m.). Natomiast ze szczytu Baby Ludowej rozchodziły się szlaki w następujących kierunkach:
- na Łukawicę (1506 m n.p.m.), Halę Michajłową (1610 m n.p.m.) i dalej do Burkutu lub na Watonarkę (1275 m n.p.m.),
- na Stefulec Wielki (1562 m n.p.m.) i dalej do gajówki Popadyniec lub przez Kamieniec Wielki (1525 m n.p.m.), Przełęcz Biłoharja (1395 m n.p.m.) na Pnewie (1585 m n.p.m.),
- do Hryniawy przez Tarnicę (1568 m n.p.m.) i Szykmany.